# 움벨룰라리아
움벨룰라리아(학명: Umbellularia californica 움벨룰라리아 칼리포르니카[*])는 녹나무과의 단형 속인 움벨룰라리아속(Umbellularia屬)에 속하는 유일한 종이다. 미국 캘리포니아주와 오리건주의 해안선을 따라 분포하며, 멕시코 바하칼리포르니아주 북부에도 자생한다. "캘리포니아월계수(California bay laurel)"나 "오리건은매화(Oregon myrtle)" 등으로도 불린다. 잎이 월계수 잎과 비슷하며, 향이 더 강하다.
나무 자생지에 거주하는 미국 원주민들이 움벨룰라리아를 오래 이용해왔으며, 잎이 두통이나 치통, 귀 통증 등을 치료하는 데 쓰여 왔다. 잎으로 만든 차는 배앓이이나 감기, 목앓이를 다스리는 데 쓰이기도 했다.